# Candace Newmaker
Candace Tiara Elmore, más conocida como Candace Elizabeth Newmaker (19 de noviembre de 1989–18 de abril de 2000) fue una niña que fue asesinada durante una sesión de terapia de apego de 70 minutos, llevada a cabo por cuatro terapeutas no licenciados. Esta sesión se realizó con el objetivo de tratar un supuesto trastorno de apego reactivo. El tratamiento, que resultó en la asfixia de Newmaker, incluyó un proceso denominado "renacimiento". La envolvieron en una franela simulando un útero y le indicaron que se "liberara", mientras cuatro adultos ejercían presión sobre el pequeño cuerpo de Candace con sus manos y pies, impidiéndole moverse o respirar.

## Historia
Newmaker nació en Lincolnton, Carolina del Norte, hija de Angela y Todd Elmore. Ella, su hermana y su hermano más joven fueron retirados de la casa por negligencia y separados por servicios sociales. Cuando ella tenía cinco años, los derechos parentales de sus padres fueron suprimidos. Dos años más tarde, fue adoptada por Jeane Elizabeth Newmaker, una mujer soltera y pediatra practicante de enfermería en Durham, Carolina del Norte.
A los pocos meses de la adopción, Jeane empezó a llevar a Candace a un psiquiatra, quejándose de su comportamiento y actitud en casa. Aunque Candace fue tratada con medicamentos, Jeane informó que los comportamientos de Candace empeoraron durante los siguientes dos años, incluyendo supuestamente jugar con fósforos y matar peces de colores.

## Terapia de apego
Candace y Jeane Newmaker viajaron a Evergreen, Colorado, en abril de 2000, para recibir una sesión "intensiva" de dos semanas de terapia de apego con Connell Watkins por recomendación de William Goble, un psicólogo con licencia en Carolina del Norte.
Candace murió durante la segunda semana de las sesiones intensivas con Watkins durante lo que se ha llamado una sesión de "renacimiento". En la fatídica sesión participaron como terapeutas Connell Watkins y Julie Ponder, junto con los "padres adoptivos terapéuticos" de Candace, Brita St.Clair, Jack McDaniel, y Jeane Newmaker.
Siguiendo el guion del tratamiento de ese día, se envolvió a Candace en una sábana de franela y se la cubrió con almohadas para simular un útero o un canal de parto y se le dijo que luchara por salir de él, con la aparente expectativa de que la experiencia la ayudara a "unirse" a su madre adoptiva. Cuatro de los adultos utilizaron sus manos y pies para empujar la cabeza, el pecho y el cuerpo de Candace, para resistir sus intentos de liberarse, mientras ella se quejaba, suplicaba e incluso gritaba pidiendo ayuda y aire, incapaz de escapar de la sábana. Candace declaró once veces durante la sesión que se estaba muriendo, a lo que Ponder respondió: "Adelante. Muérete ahora mismo, de verdad. De verdad". Veinte minutos después de empezar la sesión, Candace había vomitado y excretado en la sábana, pero se le obligó a mantenerse adentro.
A los cuarenta minutos de la sesión, le preguntaron a Candace si quería renacer. Respondió débilmente "no"; ésta sería, en última instancia, su última palabra. A esto, Ponder respondió: "Quitter (persona que abandona), quitter, quitter, quitter! Quit (abandona), quit, quit, quit. She´s a quitter! (¡ella es una cobarde!)".  Jeane Newmaker, que dijo más tarde que se sentía rechazada por la incapacidad de Candace para renacer, recibió la petición de Watkins de salir de la habitación, para que Candace no "captara la pena (de Jeane)". Poco después, Watkins pidió lo mismo a McDaniel y a Brita St. Clair, dejando sólo a ella y a Ponder en la habitación con Candace. Después de hablar durante cinco minutos, las dos desenvolvieron a Candace y comprobaron que estaba inmóvil, con las puntas de los dedos y los labios azules y sin respirar. Al ver esto, Watkins declaró: "Oh, ahí está; está durmiendo en su vómito", ante lo cual Newmaker, que había estado observando en un monitor en otra habitación, entró corriendo en la habitación, comentó el color de Candace y comenzó a realizar la reanimación cardiopulmonar mientras Watkins llamaba al 9-1-1. Cuando los paramédicos llegaron diez minutos después, McDaniel les dijo que Candace se había quedado sola durante cinco minutos en una sesión de renacimiento y que no respiraba. 
Los paramédicos supusieron que Candace había estado inconsciente y posiblemente sin respirar durante algún tiempo. Los paramédicos lograron restablecer el pulso de la niña y la trasladaron en helicóptero a un hospital de Denver; sin embargo, al día siguiente, el 19 de abril, se declaró su muerte cerebral como consecuencia de la asfixia.
Las sesiones se grababan de manera rutinaria por los organizadores, por los que los 70 minutos completos de la sesión fatal, así como diez horas de las sesiones de los días anteriores fueron mostrados en el juicio de Watkins y Ponder.

## Condenas
Un año más tarde, Watkins y Ponder fueron juzgadas y condenadas por abuso infantil imprudente que resultó en muerte y recibieron 16 años de prisión. Brita St. Clair y Jack McDaniel, los padres adoptivos terapéuticos, se declararon culpables de abuso infantil negligente y recibieron diez años de libertad condicional y 1000 horas de servicio comunitario en un acuerdo con el fiscal. La madre adoptiva, Jeanne Newmaker, la enfermera practicante, se declaró culpable de negligencia y cargos de abuso y recibió una sentencia condicional de cuatro años, después los cargos fueron borrados de su expediente. Luego hubo una apelación de Watkins contra la condena pero la sentencia fracasó. Watkins recibió libertad condicional en junio de 2008, bajo "intensa supervisión" con restricciones en el contacto con niños o trabajo de consejería, habiendo servido aproximadamente 7 años de su condena de 16 años.

## Efectos
La historia de la muerte de Candace fue nacional en los Estados Unidos, con reportes contemporáneos sobre su muerte y el posterior juicio de sus terapeutas que aparecieron en periódicos y revistas de todo el país e incluso internacionalmente.
El caso también generó controversia duradera sobre la terapia de apego. Fue la motivación detrás de la "Ley de Candace", en Colorado y Carolina del Norte, que proscribió peligrosas las recreaciones del nacimiento. La Cámara de Representantes y el Senado de Estados Unidos han aprobado por separado resoluciones que exhortan a acciones similares en otros estados.
La muerte de Candace inspiró relatos ficticios de por lo menos tres dramas de televisión. Un episodio de CSI: Investigación de la Escena del Crimen ("Overload,Sobrecarga"  temporada 2, episodio 3) habla de un adolescente muriendo mientras "renace" para su madre. Otros dos relatos eran misterios de asesinato en La ley & el orden: Unidad de Víctimas Especiales, episodio  "Jaula" y en La ley & el orden episodio "Nacido de nuevo". También se le hace una leve referencia en el videojuego Petscop.